# Famedio di Santa Croce

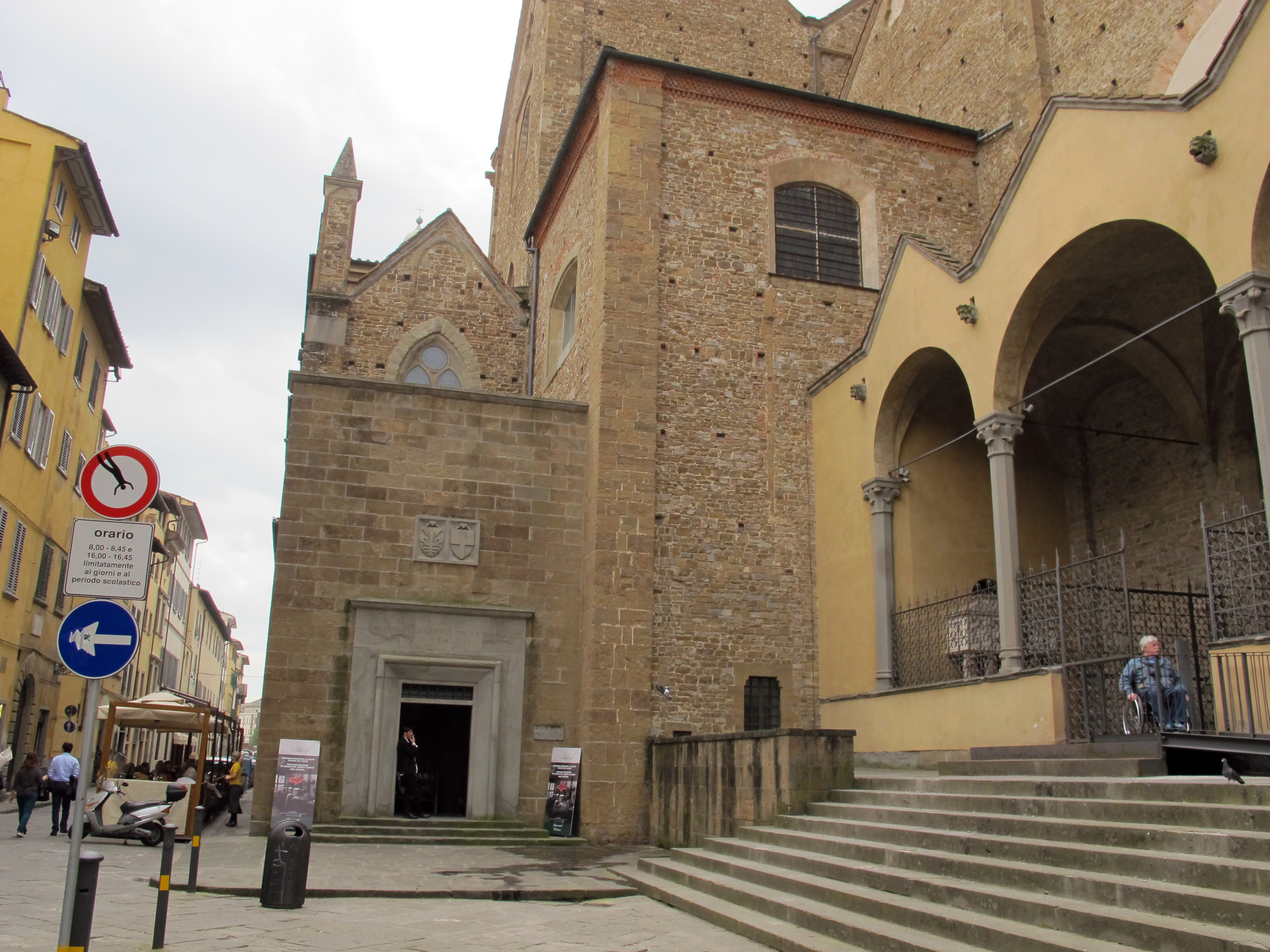
Ingresso

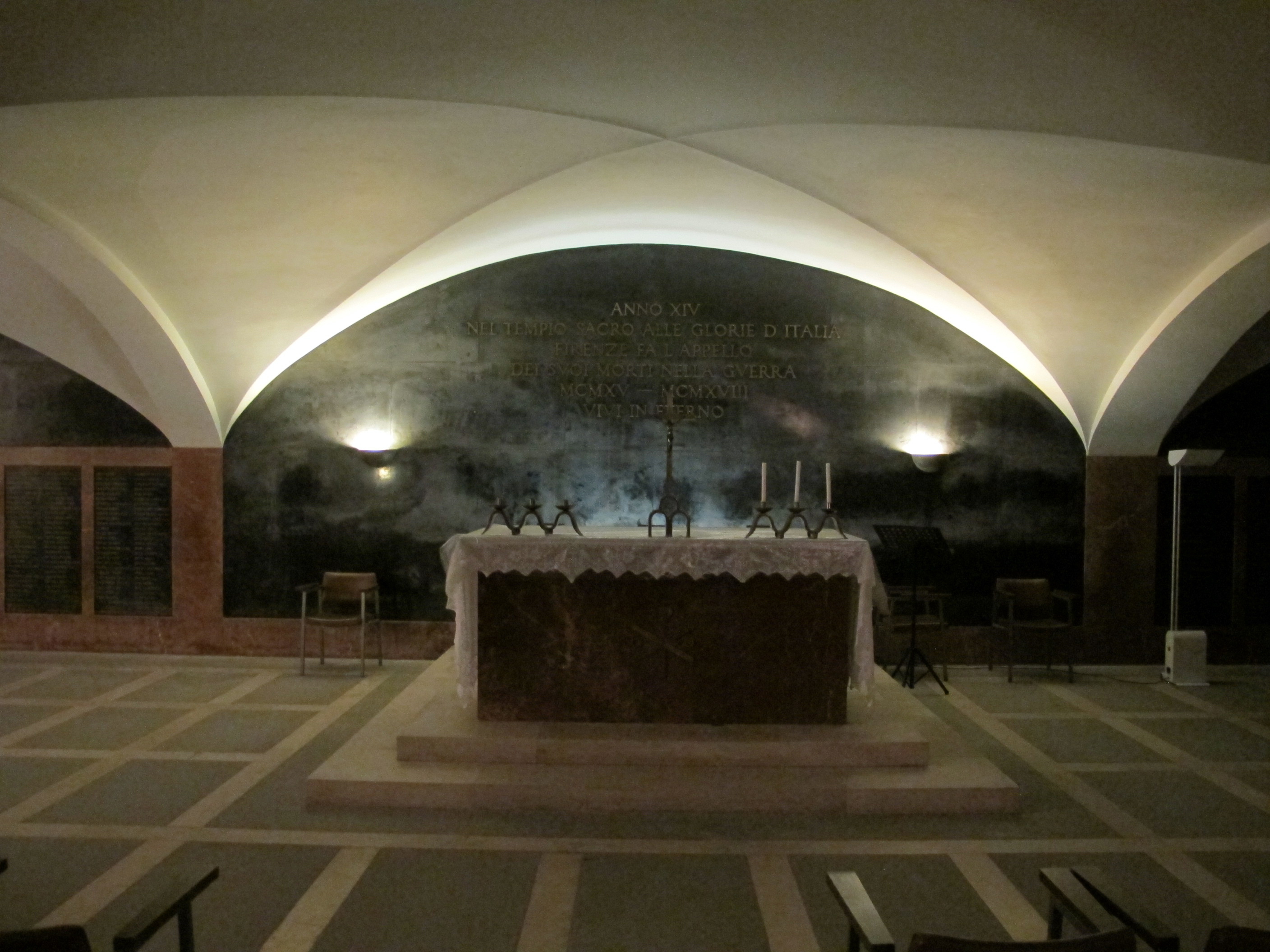
Altare della cappella

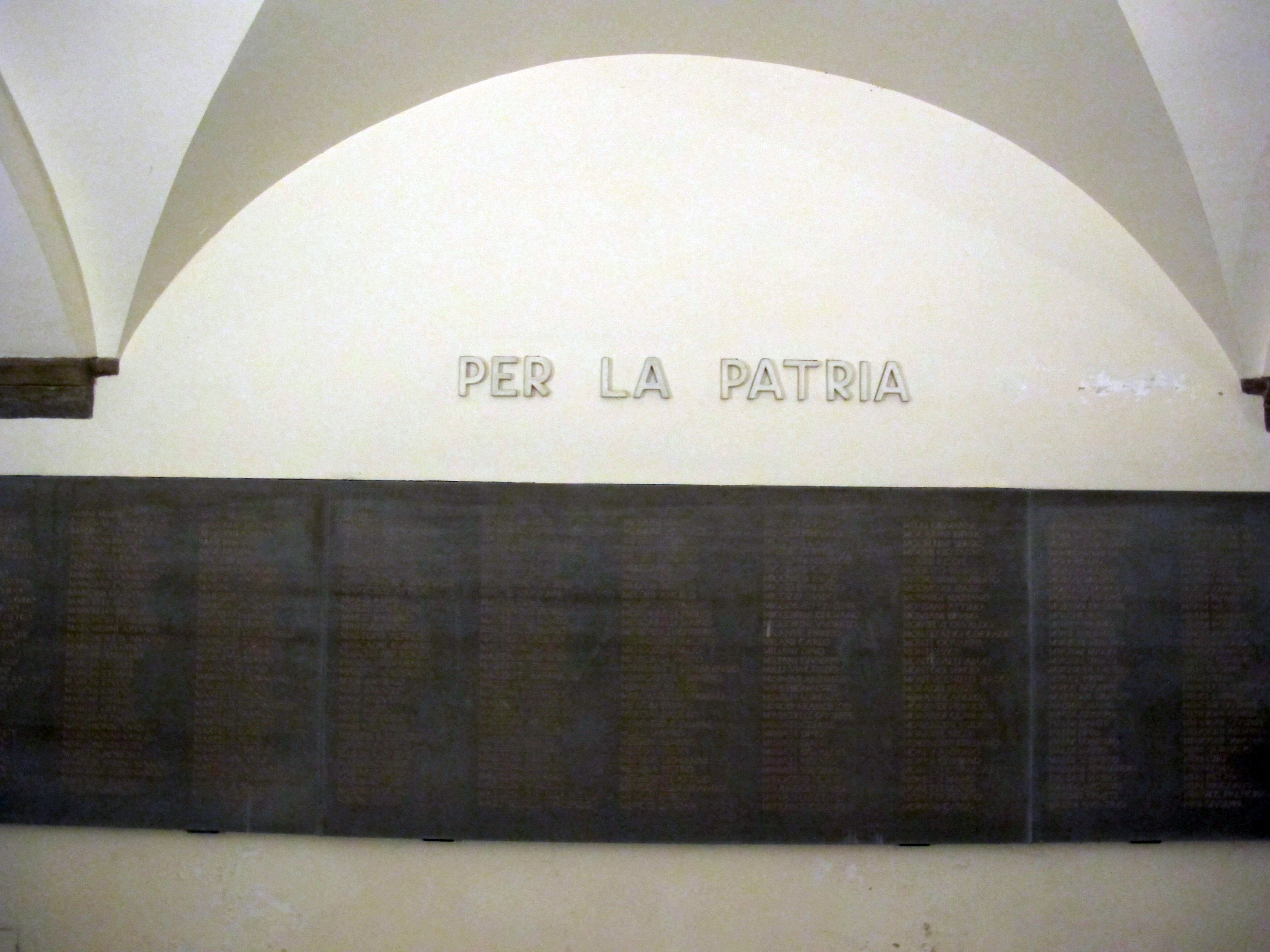
I nomi dei caduti

Il Famedio di Santa Croce è un complesso funebre di Firenze, situato in largo Bargellini, nei sotterranei della basilica di Santa Croce.

## Storia e descrizione
La cripta di Santa Croce, un lungo ambiente sotto al transetto della basilica, fu edificata a partire dal 1294, come prima fabbrica del complesso. Nel tempo fu usata come luogo di sepoltura e come sede di numerose confraternite, fino a 17, le quali vennero soppresse dal granduca Pietro Leopoldo  nel 1785. Ridotta a deposito di materiali di scarto, anche per i danni inferti dall'alluvione del 1844, vi fu rimesso mano solo negli anni trenta del Novecento. 
Nell'edificio simbolo dell'identita nazionale, pantheon delle glorie italiane, venne infatti deciso di creare un sacrario per le vittime fiorentine della prima guerra mondiale, come ne sorgevano in ogni angolo d'Italia all'insegna di un culto dell'evento bellico e dei suoi "martiri" ed "eroi" per preparare la nazione ai nuovi venti di guerra. Nel 1933, in concomitanza con l'elevazione della chiesa al rango di basilica, si decise di realizzare nei sotterranei della chiesa un "Sacrario dei martiri fascisti", edificato a partire già entro l'ottobre 1934 su progetto dell'architetto Alfredo Lensi, a cui si aggiunse un famedio per la celebrazione del primo conflitto mondiale. Il cuore era la cappella con 37 grandi arche in pietra serena in cui erano le spoglie dei "Caduti per l'idea fascista", e la scritta "Presente" che ricorreva come a simboleggiare la risposta del defunto all'appello del rito fascista. 
Nel 1938 il sacrario fu ampliato per includervi le memorie di questi soldati fiorentini periti "per l'Impero e per la Spagna": furono messe allora, al posto delle arche, delle lastre di marmo nero coi nomi dei defunti incisi in lettere dorate, in ordine alfabetico e corredati del grado militare.
Nel 1939 fu visitato da Benito Mussolini e Adolf Hitler. Alla fine della guerra, nel 1945, il sacrario fu profondamente trasformato eliminandovi i riferimenti al fascismo, mentre il famedio conserva ancora struttura e arredi degli anni trenta. 
L'ingresso della struttura si trova in largo Piero Bargellini. Attraverso alcuni gradini si accede a un vestibolo con lastre di marmo che creano un gioco di linee verticali e orizzontali, accresciuto dalle aperture laterali che, sul lato sinistro, conducono a un camminamento dalle pareti scure. Al termine di questo asse si trova la statua del Cristo deposto con un angelo di Baccio Bandinelli, parte di un gruppo scultoreo col Dio Padre che oggi torreggia su un piedistallo nel chiostro Grande. In questo posto d'onore si trovava la tomba di Giovanni Berta. 
Da qui si accede a un lungo corridoio, scandito da lastre di pietra serena su cui sono incisi, a lettere d'oro, i nomi dei caduti fiorentini. Alcuni stemmi in pietra, sul lato opposto, ricordano le sepolture tre e quattrocentesche che si trovavano nella cripta. 
Si accede infine alla cappella, dalle basse volte, arricchita da specchiature in marmo nero pure vergate da nomi dei caduti. Questo ambiente confina poi con alcuni chiostri dove si affacciano alcuni oratori un tempo usati da varie confraternite, situati al di sotto della basilica.